# كيتي هيل
كيتي هيل (بالإنجليزية: Katy Hill)‏ هي مذيعة ومقدمة تلفزيونية بريطانية، ولدت في 15 أبريل 1971 في بول في المملكة المتحدة.

## وصلات خارجية
- كيتي هيل على موقع IMDb (الإنجليزية)
- كيتي هيل على موقع ميوزك برينز (الإنجليزية)
- كيتي هيل على موقع قاعدة بيانات الفيلم (الإنجليزية)